# Liste der Monuments historiques in Bléruais
Die Liste der Monuments historiques in Bléruais führt die Monuments historiques in der französischen Gemeinde Bléruais auf.

## Liste der Objekte
| Bezeichnung               | Beschreibung                                                              | Standort                      | Kennzeichnung | Schutzstatus | Datum | Bild |
| ------------------------- | ------------------------------------------------------------------------- | ----------------------------- | ------------- | ------------ | ----- | ---- |
| Monstranz Nr. 2           | Silber, vergoldet, 1846                                                   | in der Kirche St-Armel (Lage) | PM35002722    | Inscrit      | 1997  |      |
| Skulptur Madonna mit Kind | Holz, polychrom gefasst und vergoldet, zweite Hälfte des 17. Jahrhunderts | in der Kirche St-Armel (Lage) | PM35002721    | Inscrit      | 1997  |      |
| Schrank                   | Eichenholz, Anfang des 19. Jahrhunderts                                   | in der Kirche St-Armel (Lage) | PM35002723    | Inscrit      | 1997  |      |